# Liste des maires de Chantilly
Cet article dresse une liste par ordre de mandat des maires de Chantilly.

## Liste des maires

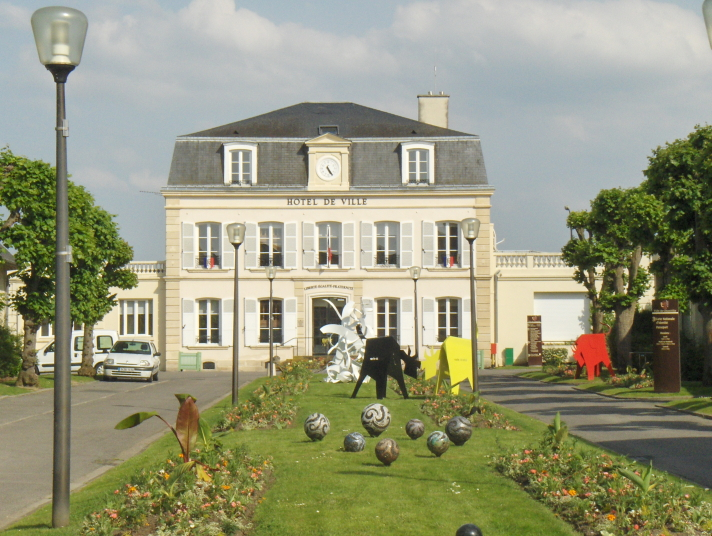
L'hôtel de ville de Chantilly.

| Période        | Période        | Identité                         | Étiquette            | Qualité |
| -------------- | -------------- | -------------------------------- | -------------------- | --- |
| 1789           | 1792           | André-Joseph Antheaume de Surval |                      | Régisseur du domaine des Condés |
| an I (1792)    | an II (1793)   | Barthélemy Hautin                |                      | Épicier |
| an II (1793)   | an VIII (1799) | M. Devaux                        |                      | |
| an IX (1800)   | an IX (1800)   | Louis-Jacques Deméautis          |                      | Dentellier, maire provisoire |
| an IX (1800)   | an XIII (1804) | Pierre François Bernard Patin    |                      | Notaire |
| an XIII (1804) | 1812           | Claude-François Pigory           |                      | Marchand de dentelles |
| 1812           | 1830           | Jacques Jacquin                  |                      | Notaire |
| 1830           | 1837           | Charles Royer                    |                      | |
| 1837           | 1838           | Mars Aran                        |                      | |
| 1839           | 1848           | Jacques Jacquin                  |                      | Conseiller d'arrondissement du canton de Creil en 1845 |
| 1848           | 1850           | Alphonse Josselin                |                      | |
| 1850           | 1858           | Toussaint Bougon                 |                      | |
| 1859           | 1876           | Jacques Petit                    |                      | |
| 1876           | 1884           | Eugène Aaron                     |                      | |
| 1884           | 1890           | Paul Souchier (1817-1891)        |                      | Propriétaire |
| 1891           | 1929           | Omer Vallon (1850-1930)          |                      | Maître des requêtes, vice-président du conseil d'administration de la Compagnie des chemins de fer du Nord |
| 1929           | 1931           | Albert Joly                      |                      | |
| 1931           | 1937           | Fabien Paulve (-1940)            |                      | |
| 1937           | 1944           | Gustave Simiand                  |                      | |
| 1944           | 1944           | André Bouchet                    |                      | |
| 1944           | 1944           | Roger Herlin                     |                      | |
| 1944           | 1945           | Gustave Simiand                  |                      | |
| 1945           | 1947           | Jean Dubrouillet                 |                      | |
| 1947           | 1959           | Georges Paquier                  |                      | |
| 1959           | 1965           | Pierre Leprat                    |                      | |
| 1965           | 1967           | Michel Lefébure                  |                      | |
| 1967           | 1983           | François Prader (-2002)          | SE                   | Directeur d'un cabinet d'assurances Mutuelles du Mans Assurances Conseiller général de Chantilly (1973-1985) |
| 1983           | 1995           | Philippe Courboin, (1938-2001)   | UDF-CDS              | Juriste Président départemental de l'UDF-CDS Adjoint au maire (1977-1983) |
| 19 juin 1995   | 6 juillet 2017 | Éric Woerth                      | RPR puis UMP puis LR | Associé dans un cabinet d'audit international Président de la CC de l'aire cantilienne (1995-2017) Conseiller régional de Picardie Vice-président du conseil régional de Picardie Député Secrétaire d'État (2004-2005) Ministre (2007-2010) |
| 6 juillet 2017 | en cours       | Isabelle Wojtowiez               | LR                   | 1re vice-présidente de la CC de l'aire cantilienne |